# نقش عنصرمس
نقش عنصر مس

## نقش مس در سلامتی انسان
مقدار مصرف روزانه مس در انسان در مقایسه با آهن و روی (20 میلی گرم در روز) بسیار اندک و حدود دو میلی گرم در روز گزارش شده‌است.مس با کمک به جذب آهن،سطح انرژی بدن را بالا نگه می دارد.عوارض کمبود مس-که عمدتاً کم خونی و ورم معده است-در صورت جذب کافی آن کمترمشاهده می‌شود.نظر به اینکه نیاز روزانه انسان نسبت به مس خیلی پایین است ،بنابراین در صورت مصرف غلات ،حبوبات و سبزی نباید در مورد کمبود مس نگران بود.حبوبات خشک ،گندم،جگر گاو و گوسفند،میگو و اغلب غذاهای دریایی حاوی مقدار زیادی مس می‌باشند.

## نقش مس در گیاه
مس بیشتر در فعالیت‌های آنزیمی گیاه دخیل است.وجود این عنصر در سیستم‌های آنزیمی اکسیداز-کاتالاز ضروری است.همچنین این عنصر در واکنش‌های انتقال الکترون سهیم و فعال کننده چندین آنزیم است.این عنصر در گیاه متحرک نیست و بنابراین کمبود آن ابتدا در برگ‌های جوانتر گیاه مشاهده می‌شود.گیاهان یونجه،کاهو،یولاف،پیاز،مرکبات،درختان میوه و گندم نسبت به کمبود مس بیشترین حساسیت را نشان می دهند.این در حالی است گه لوبیا،نخودفرنگی،سیب زمینی و سویا کمترین حساسیت را نسبت به مس نشان می دهند.علایم کمبود مس در غلات دانه ریز شامل زردی عمومی گیاه،سوختگی و پیچیدگی نوک برگها و ظهور رنگ سبز کمرنگ در برگ‌های جوان و عدم تشکیل کامل سنبله به ویژه سنبله‌های انتهایی است.کمبود مس در مرکبات بلافاصله باعث کلروز نمی‌شود،اولین نشانه‌های کمبود در بافت‌های جوان مشاهده می‌شوند.این درختان شاخه‌های با رشد سریع و با برگ‌های درشت به وجود می آورند.برگها به رنگ سبز تیره ولی با لکه‌های زرد رنگ در می آیند.برگها در بسیاری از سبزی‌ها در اثرکمبود مس ، شادابی خود را از دست می دهند.ممکن است به رنگ سیز تیره باقی بمانند،ولی لکه‌های زرد رنگی روی شاخه هی سبزکنار یا پایین گره اتصال برگ به وجود می ید.ئر گندم ، کمبود مس باعث کوچک شدن خوشه‌ها شده و حتی دانه نیز در انتهای خوشه تشکیل نمی‌شود.

## کودهای محتوی مس
رایج‌ترین کود معدنی مس دار ،سولفات مس یا کات کبود است که حدود 25درصد مس و 13درصد گوگرد دارد.این کود با توجه به حلالیت مناسبی که دارد در خاک‌های آهکی هم قابل مصرف است.اکسیدهای مس هم به عنوان کود مس در خاک‌های اسیدی قابل مصرف اند.کلاتهای آلی مس دار از قیمت بالاتری برخوردارند،ولی در خاک‌های شدیداً آهکی و شرایط دشوار جذب،قابل توصیه می‌باشند.نظر به اینگه در تعدادی از ترکیبات سموم مصرفی نظیر زینب، مس وجود دارد با محلول پاشی آن‌ها برای دفع آفات و بیماری ها،کمبود مس تا حدودی نیز برطرف می‌شود.از سولفات مس می‌توان علاوه بر کمبود ، به عنوان سم برای مبارزه با تریپس پیاز و بعضی از بیماری‌ها و آفات در سایر محصولات زراعی استفاده کرد.